# Jacques Marie Boutet

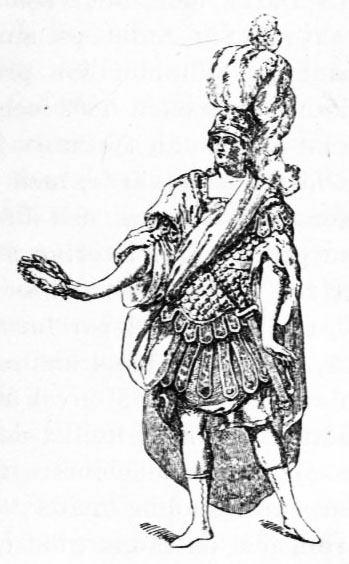
Monvel nei panni di Memnone, durante il soggiorno svedese.

Jacques Marie Boutet detto Monvel (Lunéville, 25 marzo 1745 – Parigi, 13 febbraio 1812) è stato un attore teatrale e drammaturgo francese.

## Biografia
Dopo alcuni anni di apprendistato, debuttò nel 1770 alla Comédie-Française. In seguito lasciò segretamente Parigi partendo per la Svezia nel 1781, a capo di una troupe di attori francesi, alla corte del re. Fino al 1786 fu direttore del Bollhuset. Nella sua compagnia di attori vi era anche Anne Marie Milan Desguillons.
Dopo la rivoluzione francese tornò a Parigi e alla Comédie-Française, con tutti i suoi vecchi compagni, ma si ritirò nel 1807. Fu professore di dizione presso il Conservatorio.
Insieme all'attrice Jeanne-Marie-Marguerite Salvetat (alias Madame Mars cadette) diede alla luce Anne-Françoise-Hippolyte Boutet Salvetat (conosciuta professionalmente come Mademoiselle Mars), che divenne una nota attrice.

## Opere
Ha scritto sei opere (quattro delle quali eseguite alla Comédie Française), due commedie, e quindici libretti di opere buffe. Ha pubblicato anche un romanzo storico, Fredgonde et Brunehaut (1776).
- Julie (1772)
- L'Erreur d'un moment (1773)
- L'Amant bourru (L'amante burbero, 1777)
- Alexis et Justine (1785)
- Les Amours de Bayard (Gli amori di Baiardo, 1786)
- Sargines (1788)
- Raoul sire de Créqui (1789)
- Philippe et Georgette (1791)